# Jacques Bouhy
Jacques-Joseph-André Bouhy (Pepinster província de Lieja, 18 de juny de 1848 – París, 24 de gener de 1929) fou un cantant belga, fou famós per haver estat el primer baríton en haver cantat el famós "Toreador Song" en el rol d'Escamillo en l'òpera Carmen de Bizet.
Començà els primers estudis en la seva població nadiua els quals acabà després al Conservatori de París, debutant en l'Òpera amb un bon èxit el 1871, i estrenant després lErostrate d'Ernest Reyer. Aquell mateix any passà a l'Òpera Còmica, en la que també estrenà, Don César de Bazan i l'Escamillo de Carmen. El 1876 acceptà una contracta per al teatre Líric, tornà a l'Òpera el 1878, marxant a Itàlia on va compondre Quatre melodies pour chant et piano (Milà, 1833). El 1885 anà a Nova York com a director del Conservatori que s'havia fundat feia poc temps en aquella ciutat on hi va romandre constantment des de llavors, llevat d'una curta estada que feu a París el 1890, per a estrenar en l'Edén Théâtre el Samson et Dalila. Pels anys 1902/03 estava donan lliçons a París tenint entre els seus alumnes a Putnam Griswold. Al final de la seva vida va retornar a la capital francesa on va morir.